# Rödbrämat akvariemott
Rödbrämat akvariemott (Oligostigma bilinealis) är en fjärilsart som beskrevs av Pieter Cornelius Tobias Snellen 1876. Rödbrämat akvariemott ingår i släktet Oligostigma, och familjen mott. Arten förekommer tillfälligt i Sverige, men reproducerar sig inte.